# Sanjeev-Darshan
Sanjeev-Darshan (también acreditados como Sanjeev Darshan) es un dúo de cantantes, compositores y directores musicales de la India, trabajan en la industria cinematográfica de Bollywood. El dúo toma su nombre de dos reconocidos directores musicales como, Sanjeev Rathod y Darshan Rathod. Sanjeev y Darshan, son hijos del director de cine, Shravan Rathod, quien también se empareja con el director de música del dúo Nadeem-Shravan, para crear y componer temas musicales, siendo super-hits para bandas sonoras en la década de los años 1990. Su primera banda sonora fue lanzado en 1999, para la película titulada "Mann".

## Primeros años
Sanjeev se entrenó bajo la tutela de Pandit Kallika Prasad, mientras que su hermano menor Darshan, recogió varios instrumentos por sí mismo. Su abuelo, Pandit Chhaturbhuj Rathod, era un ávido promotor de los clásicos, así como por la música semiclásica. Nacido en el seno de una familia de músicos. El cantante Vinod Rathod, el músico y el cantante Roop Kumar Rathod, son tíos paternos del dúo.

## Carrera musical
Sanjeev-Darshan hicieron su debut como directores de música, para una película de Mahendra Shah y Vimal Kumar, que nunca fue estrenado. En 1998, lanzaron un álbum titulado "Gujarati", para una película titulado "Shree Swaminarayan Gadi Sansthan". Indra Kumar, había estado con el dúo en su registro inicial y pasaron a componer alrededor de cuarenta temas musicales. En 1999, se invitó a componer música para su película titulada "Mann", que fue protagonizada por Aamir Khan y Manisha Koirala. La película no fue un éxito financiero, pero sus temas musicales ganaron popularidad.

## Discografía
| Año  | Película                   | Notas                |
| ---- | -------------------------- | -------------------- |
| 1999 | Mann                       | First released film. |
| 2000 | Deewane                    |                      |
| 2000 | Hamara Dil Aapke Paas Hai  |                      |
| 2000 | Khiladi 420                |                      |
| 2001 | Aashiq                     |                      |
| 2001 | Style                      |                      |
| 2001 | Bal - The Power            |                      |
| 2002 | Rishtey                    |                      |
| 2002 | Kitne Door Kitne Paas      |                      |
| 2002 | Yeh Raaste Hain Pyaar Ke   |                      |
| 2002 | Karz                       |                      |
| 2002 | Suno Sasurjee              |                      |
| 2003 | Excuse Me                  |                      |
| 2003 | Aanch                      |                      |
| 2003 | Parwana                    |                      |
| 2003 | Talaash                    |                      |
| 2005 | Fun                        |                      |
| 2005 | Yudh                       |                      |
| 2005 | Shreeman Chanakya          |                      |
| 2006 | Mohabbat Ho Gayi Hai Tumse |                      |
| 2011 | U R My Jaan                |                      |
| 2013 | Grand Masti                |                      |
| 2013 | Black Currency             | Releasing soon       |
| 2013 | Satya 2                    | Releasing soon       |